# مونته‌لوپو فیورنتینو
مونته‌لوپو فیورنتینو (به ایتالیایی: Montelupo Fiorentino) یک کومونه در ایتالیا است که در استان فلورانس واقع شده‌است.

## خصوصیات
مونته‌لوپو فیورنتینو ۲۴٫۶ کیلومترمربع مساحت و ۱۳٬۹۷۰ نفر جمعیت دارد و ۳۵ متر بالاتر از سطح دریا واقع شده‌است.